# Obafemi Awolowostadion
Het Obafemi Awolowostadion is een multifunctioneel stadion in Ibadan, Nigeria. Het stadion ligt in deze stad aan de Liberty Road; vanaf de opening in 1960 tot 2010 heette dit stadion dan ook Liberty Stadion. Het stadion wordt vooral gebruikt voor voetbalwedstrijden. De voetbalclub Shooting Stars FC gebruikt dit stadion. Het stadion is vernoemd naar Obafemi Awolowo, een Nigeriaans staatsman die een rol heeft gespeeld bij de onafhankelijkheid van het land. Tijdens zijn ambtstermijn werd dit stadion gebouwd.

## Toernooien
In 1999 werd dit stadion gebruikt voor het Wereldkampioenschap voetbal onder 20 jaar. Er werden 6 groepswedstrijden, de achtste finale tussen Mexico en Argentinië en de kwartfinale tussen Mexico en Japan gespeeld in dit stadion. In 1980 was dit stadion, naast het Nationaal Stadion in Lagos, een van de twee stadions die werd gebruikt voor het toernooi om de Afrika Cup van dat jaar. In dit stadion werden 6 groepswedstrijden en 1 halve finale afgewerkt.
| № | Datum         | Wedstrijd          | Uitslag | Afrika Cup   | Toeschouwers |
| - | ------------- | ------------------ | ------- | ------------ | ------------ |
| 1 | 9 maart 1980  | Ghana – Algerije   | 0 – 0   | Groepsfase   | 5.000        |
| 2 | 9 maart 1980  | Guinee – Marokko   | 1 – 1   | Groepsfase   | 40.000       |
| 3 | 13 maart 1980 | Algerije – Marokko | 1 – 0   | Groepsfase   | 20.000       |
| 4 | 13 maart 1980 | Ghana – Guinee     | 1 – 0   | Groepsfase   | 20.000       |
| 5 | 16 maart 1980 | Algerije – Guinee  | 3 – 2   | Groepsfase   | 20.000       |
| 6 | 16 maart 1980 | Marokko – Guinee   | 1 – 0   | Groepsfase   | 20.000       |
| 7 | 19 maart 1980 | Algerije – Egypte  | 2 – 2   | Halve finale | 10.000       |